# Mont Sacré de Domodossola
Le Mont Sacré de Domodossola est un calvaire édifié au XVIIe siècle, au-dessus de la ville de Domodossola, située dans la province du Verbano-Cusio-Ossola dans le Piémont, à l'initiative de deux pères capucins.
Il a été inscrit le 3 juillet 2003, avec huit autres calvaires du Piémont et de la Lombardie sur la Liste du patrimoine mondial au titre des biens culturels par l’Unesco.

## Situation
Le col Mattarella qui domine Domodossola, était le site le plus adapté à la réalisation du Mont Sacré Calvario, proposé par les pères capucins Gioachino de Cassano et Andrea de Rho, durant le Carême de 1656. La dévotion  ossolane a conféré là un charme et une atmosphère qui ne peuvent qu’émouvoir les visiteurs. C'est le plus « nordique » des monts sacrés, aussi bien pour sa position géographique, que pour ses influences culturelles venues de Suisse. Il ressentit les effets de la culture contre-réformiste avec ses instances pédagogiques.
Le parcours de dévotion commence à la périphérie de Domodossola, et prend forme rapidement malgré les dernières habitations. L’allée pavée (Via Regia) qui comprend les cinq premières haltes est usée par le passage des pèlerins. Les statues de Bussola et Volpini des 2e et 4e chapelles sont admirables ainsi que la représentation néoclassique de la cinquième. Les ruines de l’ancien couvent capucin pointent hors du bois tout près de la sixième chapelle. À la septième chapelle on atteint l’épilogue de la Passion pour entrer dans l’enceinte du Sanctuaire.
Selon les instructions épiscopales, une attention particulière est donnée aux jardins ombragés : la disposition des plantes, étudiée pour évoquer l'ordre divin s'oppose aux jardins à l’italienne, rigoureusement symétriques ; les essences locales sont mélangées aux conifères et aux espèces exotiques. L’organisation architecturale est discontinue : les chapelles ont des caractéristiques individuelles dues probablement à l’ample arc chronologique durant lequel elles furent réalisées. Suivant un plan similaire à d’autres ensembles, trois haltes sont comprises dans le Sanctuaire.
L’abandon et la négligence ont nécessité de nombreuses restaurations pour rendre au site sa physionomie et sa dignité artistique initiale. Telle fut l’intention de la Région Piémont en instituant une Réserve naturelle spéciale, en 1991.

## Histoire
Le Mont, qui était le siège du château de la cour ossolane dès le XIe siècle, devint propriété de l’église de Novara et l’évêque en fit sa propre résidence. En 1381 il fut cédé aux Milanais. Puis, la furie dévastatrice des Suisses descendus pour conquérir l’Ossola, les obligea à l’abandon en 1415. Ainsi quand en 1656 les pères capucins entamèrent les travaux pour la réalisation du chemin de croix, la communauté ossolane les encouragea avec de la main d’œuvre et des fonds, offerts par les fidèles de toutes les classes sociales. Durant une procession solennelle, des croix furent posées le long du sentier pour indiquer les points précis où construire les chapelles.
L’année suivante maître Tommaso Lazzaro de Val d’Intelvi écrivit un ample projet, approuvé officiellement le 15 mars. Une fois terminée la succession de croix en opérant quelques modifications sur les croix préexistantes, un arc monumental fut érigé (arc de Pilate) au début de la Via Crucis, et au mois de juillet la première pierre du Sanctuaire fut posée. L’évêque Odescalchi rebaptisa le lieu Mont Calvario et confia les travaux à G. M. Capis, en se réservant le droit d’approuver les projets et de choisir les peintres et sculpteurs. Le sanctuaire, la IV, la IX, et la II chapelle, l’Oratoire de la Madone des Grâces avec un modèle de la Sainte Maison de Loreto, furent construits avec un zèle remarquable et l’édification d’un nouveau couvent capucin fut commencée au milieu de la montée. Avec la consécration du Sanctuaire, en 1690, se conclut la première phase de construction.
D’autres artistes complétèrent les travaux jusqu’en 1710. Suivirent des initiatives variées et épisodiques et une troisième phase durant laquelle on expérimenta de nouvelles typologies et certaines variantes, grâce à l’architecte Perini. L’ensemble connut son majeur développement durant la deuxième moitié du XVIIIe siècle. Les années successives furent difficiles, en effet l’architecte et les financements virent à manquer, et les ordres religieux furent supprimés à la suite des lois napoléoniennes, le site fut ainsi abandonné pour devenir zone militaire. Le couvent des capucins devint une caserne des alpins ; l’Arc de Pilate fut abattu par la Municipalité et la première chapelle explosa, ayant été réservée au dépôt de poudre pour les mines. Elle fut reconstruite en 1900. Antonio Rosmini fonda l’institut de la charité en 1828, en faisant renaître le Calvaire. Finalement les pères Rosminiani reprirent les travaux d’entretien et de construction.

## Galerie: Quelques photos du Mont Sacré de Domodossola

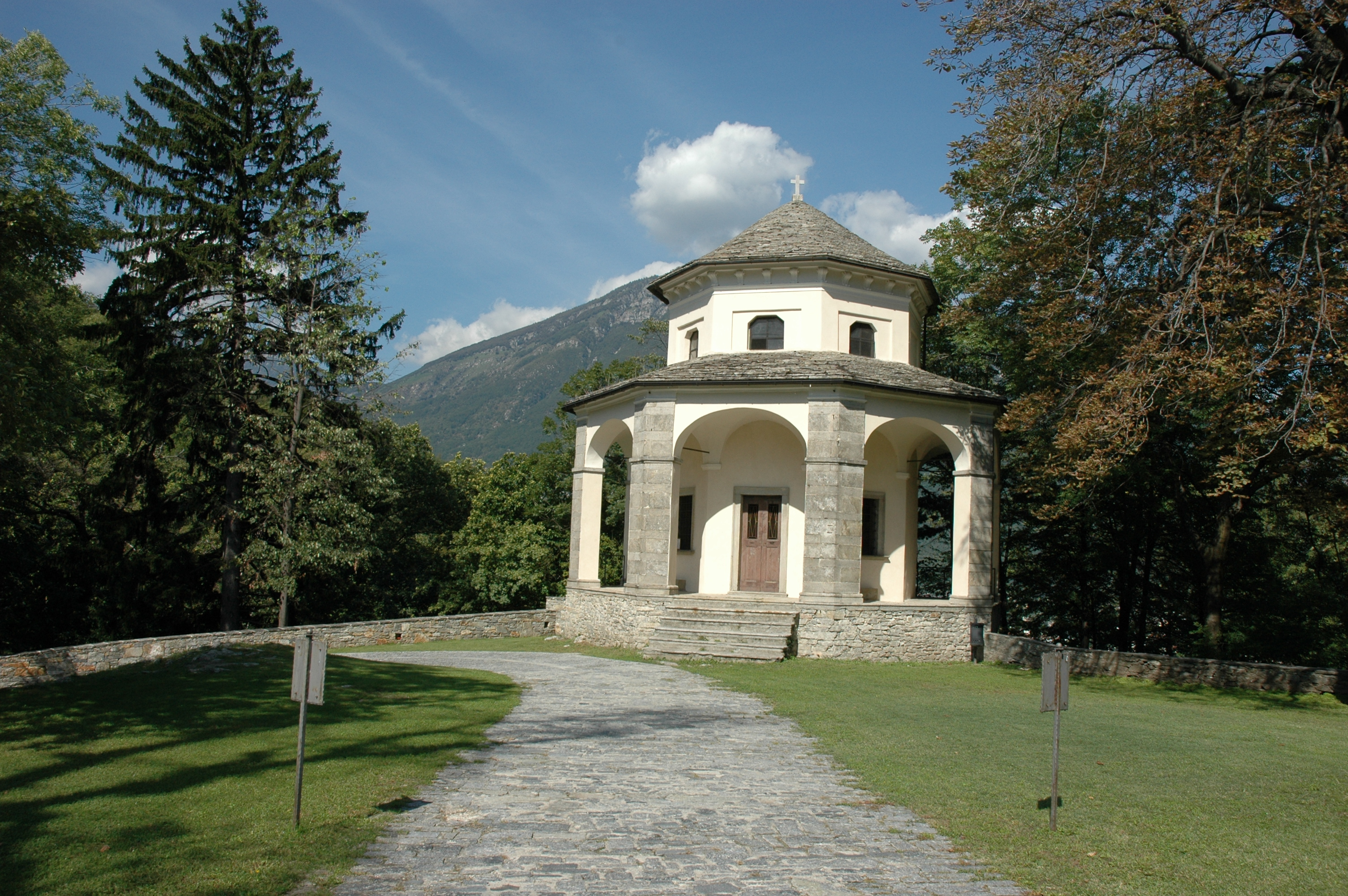
Mont Sacré de Domodossola Chapelle N° 9
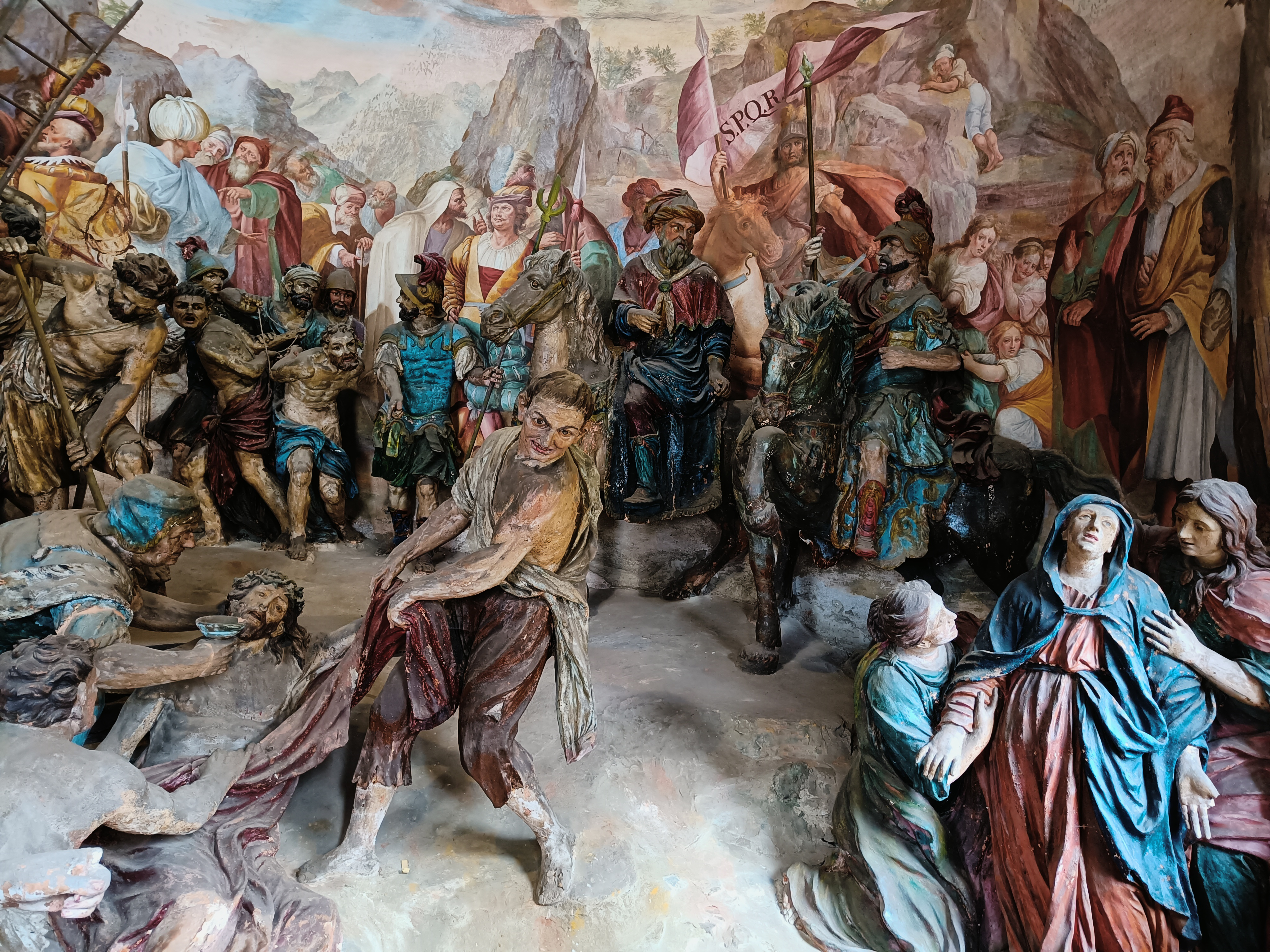
Mont Sacré de Domodossola Chapelle N° 10
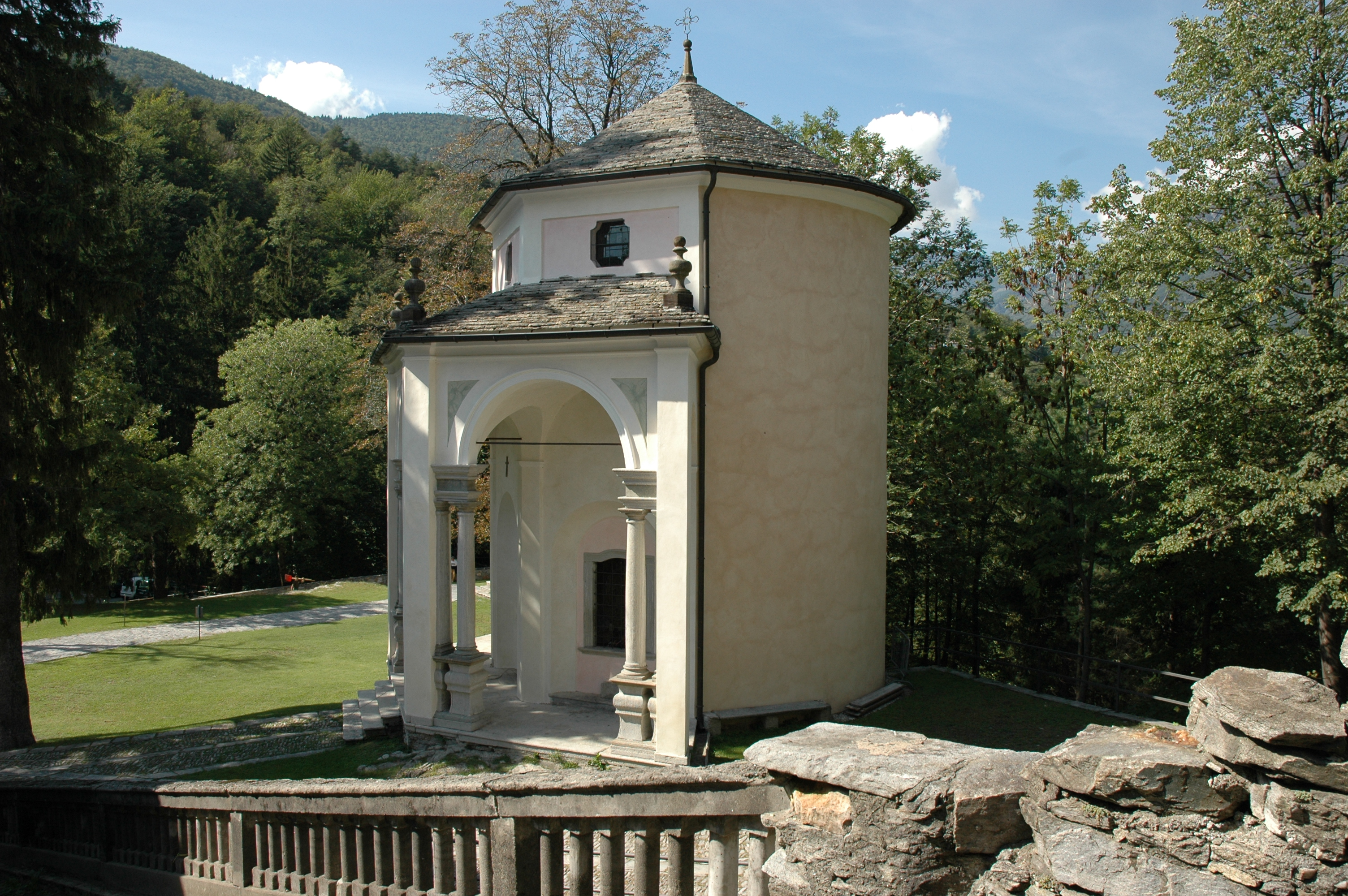
Mont Sacré de Domodossola Chapelle N° 11
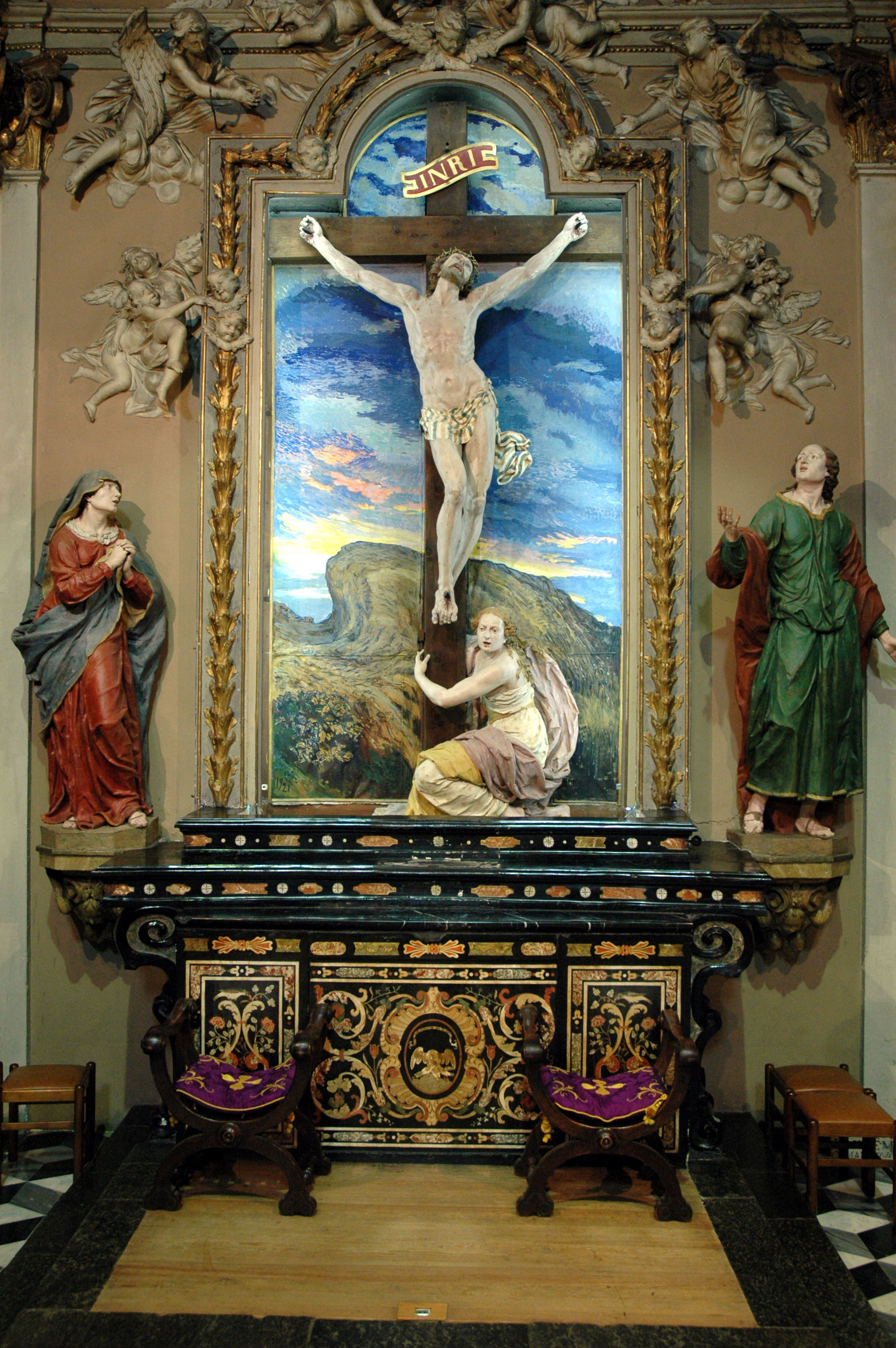
Mont Sacré de Domodossola